# Monumento al emperador Guillermo (Porta Westfalica)
El Monumento al emperador Guillermo de Porta Westfalica (en alemán, Kaiser-Wilhelm-Denkmal) es un monumento al emperador Guillermo ubicado cerca de la ciudad de Porta Westfalica en el distrito de Minden-Lübbecke, Renania del Norte-Westfalia, Alemania. Actualmente está clasificado como Monumento Nacional de Alemania, y desde 2008 forma parte de la llamada Ruta de los Monumentos (Straße der Monumente).

## Descripción
Se trata de un monumento conmemorativo colosal de 88 metros de altura, levantado en honor al primer emperador alemán, el Káiser Guillermo I, en nombre de Westfalia, entonces provincia prusiana. La construcción del monumento se llevó a cabo entre 1892 y 1896, siendo inaugurado ese año.
Se encuentra en el extremo oriental de la cordillera de Wiehen (Wiehengebirge), en las laderas orientales de Wittekindsberg (294 metros sobre el nivel del mar). Se erige sobre el gran desfiladero de Porta Westfalica, la denominada "Puerta de entrada a Westfalia", a través del cual el Weser fluye entre las colinas de Wiehen en el oeste y las colinas del Weser (Wesergebirge) en el este, y entre las ciudades de Porta Westfalica en el sur y Minden en el norte. Es aquí donde el Weser deja atrás las tierras altas centrales de Alemania para atravesar la llanura del norte del país. El lugar solía constituir la frontera oriental de la antigua provincia de Westfalia, y actualmente se encuentra dentro del municipio de Barkhausen en el distrito de Porta Westfalica.
De 2013 a 2018, el monumento fue restaurado y modernizado por el arquitecto Peter Bastian, siguiendo un nuevo modelo de experiencia del visitante. Se abrieron un restaurante y una sala de exposiciones en la terraza circular del monumento. Tras casi 5 años estando cerrado al público, el monumento fue reabierto el 8 de julio de 2018.